# تینیکوم تاونشیپ (شهرستان دلاویر، پنسیلوانیا)
تینیکوم تاونشیپ، شهرستان دلاویر (به انگلیسی: Tinicum Township) یک منطقهٔ مسکونی در ایالات متحده آمریکا است که در پنسیلوانیا واقع شده‌است. تینیکوم تاونشیپ، شهرستان دلاویر ۲۲٫۷۵ کیلومتر مربع مساحت و ۴٬۰۹۱ نفر جمعیت دارد و ۳٫۹۶ متر بالاتر از سطح دریا واقع شده‌است.